# Louvetisme
 (juin 2024).

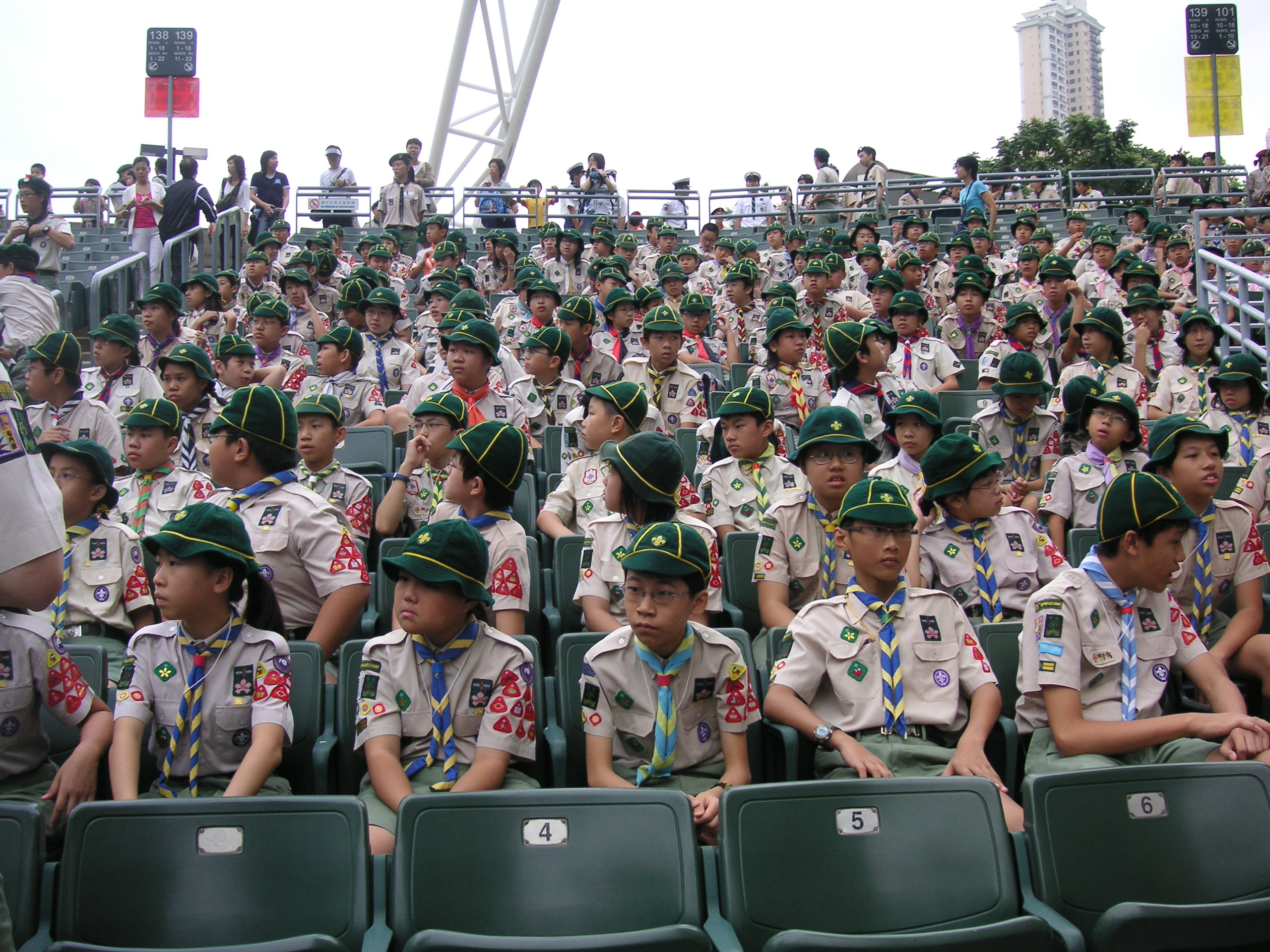
Louveteaux de Hong Kong.

Le louvetisme est une méthode d’éducation scoute adaptée aux garçons et filles de 8 à 12 ans. Le cadre ludique généralement utilisé est celui que l'on trouve dans Le Livre de la jungle de Rudyard Kipling.

## Une méthodescoute
Le scoutisme a été fondé en Angleterre en 1907 par Lord Robert Baden-Powell. Ses avantages se retrouvent donc dans la branche du louvetisme, mais adaptés aux enfants. Celle-ci démarra en Angleterre en 1916, sous l'impulsion de Baden-Powell et de Vera Barclay.

### Une pédagogie axée sur lejeu
Comme la pédagogie scoute en général, la pédagogie du louvetisme repose avant tout sur le jeu. Cet aspect fondamental y est très présent, il en est même le cœur, étant donné qu’il s’agit là de l’activité naturelle des enfants. Simplement, pour un plus grand intérêt et une plus grande efficacité éducative, ce jeu est encadré : autant on peut, ailleurs, laisser jouer les enfants, autant là on les fera jouer (à des jeux organisés), prévus pour être pleins d’intérêt.
D’autre part, on leur fera faire des activités plus éducatives : chant, travaux manuels divers... Ces activités seront adaptées aux enfants, soigneusement encadrées, et présentées d’une façon ludique capable d’éveiller l’intérêt. Ainsi, quelle que soit l'activité présentée aux louveteaux, elle le sera sous forme de jeu.

### «Ce qu'il faut savoir»
Mais au-delà de cet aspect plutôt matériel, le louvetisme a toute une face plus « intellectuelle », complètement intégrée à la méthode. Cette face est constituée par l’ensemble de la loi, de la devise et des maximes. Pour les louveteaux, c'est « ce qu'il faut savoir » : si on ne le sait pas, impossible d'être un bon louveteau.
Bien que les formulations exactes varient selon les mouvements, on retrouvera toujours :
- La devise des louveteaux : De notre mieux !
Selon la volonté de Baden-Powell, le louveteau fait de son mieux, dans tout ce qu'il fait. S'il y parvient, il pourra être toujours prêt, comme le sont ses aînés.
- Le maître-mot : Nous sommes du même sang toi et moi.
Il signifie la fraternité, concept souvent étranger aux enfants, qui ont naturellement tendance à l'égoïsme. Par le biais de cette petite phrase (qui sauve la vie de Mowgli dans le Livre de la jungle), le louvetisme apprend aux enfants à respecter les autres, quels qu'ils soient.

S'y ajoute la BA (Bonne Action), un service que l'on doit rendre chaque jour à quelqu'un. Alors que penser aux autres est si difficile souvent pour les enfants, ils trouvent là des raisons supplémentaires de le faire. La meute est un grand jeu, obéir à sa loi en fait partie : aux Louveteaux, aider les autres, c'est jouer.

### Une méthode adaptée
Il ne s’agit pas, comme certains pourraient le croire, d’un « scoutisme en miniature ». Les enfants sont différents des adolescents — qui eux, pourront être scouts à proprement parler —, et donc, il ne s’agit pas de les traiter comme eux. Si la pédagogie scoute est conservée dans l’essentiel, la pratique du louvetisme diffère beaucoup de celle du scoutisme des éclaireurs. Ainsi, pas question de demander aux enfants des efforts physiques trop importants. Pas question non plus de leur laisser l’autonomie qu’on peut laisser à des adolescents, qui savent se débrouiller seuls : les Louveteaux sont des enfants, et à ce titre, on doit s’occuper d’eux, être présent avec eux, etc. Le Louveteau apprend à se débrouiller seul dans un cadre défini, et géographiquement — c’est l’aire de jeu - et en matières d’initiatives — c’est la règle du jeu, les instructions. Les activités des Louveteaux sont donc caractérisées par la présence constante des « vieux-loups », les responsables de l’encadrement.

## En pratique

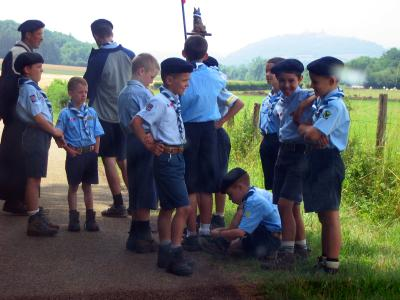
Louveteaux en uniforme.

### Les activités
Une activité de Louveteaux est donc avant tout un temps de jeu. Elle comporte des jeux proprement dits, soit des petits jeux rapides, soit des « grands jeux » qui mettent les enfants seuls face à une situation « comme en vrai », sous l’œil vigilant des Vieux-Loups, qui prennent souvent part au jeu. Il peut s’agir par exemple de jeux d’affrontement, la plupart du temps selon la technique de la prise de foulard, ou de jeux de piste. Ensuite, viennent, toujours sous forme ludique, des apprentissages de techniques diverses et utiles, qui vont du dessin à la réalisation d’objets divers, comme du mobilier de camp (nécessitant la connaissance des nœuds), ou encore la transmission de messages codés ou en sémaphore. Les sorties de Louveteaux sont en général assez courtes, c'est-à-dire qu’elles tiennent sur une journée : ainsi, on peut disposer de toute la journée, ce qui est plus intéressant pour les activités, surtout s’il fait beau. Il y a aussi, de temps en temps, des week-ends, comportant une nuit sur place. Les activités de ce type prennent tout leur intérêt si cette nuit est passée sous une tente qu’on a monté soi-même ; elles ne peuvent donc avoir lieu que lorsque la météo le permet.

### Organisation
Les unités de Louveteaux sont appelées « Meutes ». Dans certains mouvements, les responsables de l’encadrement, appelés « Vieux-Loups », reçoivent les noms des animaux qui éduquent Mowgli dans Le Livre de la jungle. Le chef ou la cheftaine prend le nom du loup chef de meute : Akela. Ses adjoints et adjointes, les noms des autres personnages : Baloo, Bagheera, etc.
La Meute est organisée en sizaines, qui regroupent environ 6 garçons ou filles, placés sous la responsabilité du plus mûr d’entre eux, appelé Sizenier (c’est l’adaptation aux enfants du principe des patrouilles initié par Baden-Powell).
Si, à l'origine, la pédagogie louveteau est exclusivement destinée aux petits garçons (BP prévoyant les « lutins » pour les petites filles), aujourd'hui, elle est proposée aux enfants des deux sexes, que ce soit au sein de Meutes coéduquées (chez les SGDF ou chez certains groupes ENF en France, par exemple), ou avec les Louvettes proposées par la FSE ou les jeannettes chez les SUF.

### Symbolique
Comme les scouts, les louveteaux portent un uniforme avec un foulard ; cependant, celui-ci est attaché à l'aide de deux nœuds coulants (pour ne pas oublier la bonne action). Ils prononcent une promesse adaptée, et ont un salut qui leur est propre.
Celui-ci se fait en dressant l'index et le majeur, légèrement écartés (signifiant les oreilles du loup, dressées pour écouter), et en posant le pouce sur l'annulaire et l'auriculaire repliés sur la paume (signifiant que la louve protège ses petits).
Souvent, une Meute possède un mât de meute, bâton surmonté d'un loup (sculpté le plus souvent, parfois représenté avec saint François d'Assise chez les catholiques), décoré de clous et de flots de tissu symbolisant différents évènements de la vie de la Meute.
Les uniformes varient selon les associations. En France, de nombreux mouvements utilisent encore l'uniforme défini autrefois par la fédération du scoutisme français : culotte courte marine, chemisette bleu ciel et béret basque, notamment l'association des guides et scouts d'Europe, les scouts unitaires de France et les Éclaireuses et Éclaireurs unionistes de France. D'autres, comme les Scouts et Guides de France, ont des chemises orange.